# Дромод
Дромод (англ. Dromod; ирл. Dromad) — деревня в Ирландии, находится в графстве Литрим (провинция Коннахт).
Местная железнодорожная станция на одной из линий была открыта 3 декабря 1862 года, а с 3 ноября 1975 года прекратила работу с пассажирами и товарами; станция на второй линии была открыта 24 октября 1887 года и закрыта 1 апреля 1959 года.

## Демография
Население — 210 человек (по переписи 2006 года).
Данные переписи 2006 года:
| Общие демографические показатели |               |                               |                               |      |      |
| Всё население                    | Всё население | Изменения населения 2002—2006 | Изменения населения 2002—2006 | 2006 | 2006 |
| 2002                             | 2006          | чел.                          | %                             | муж. | жен. |
| -                                | 210           | 210                           | -                             | 105  | 105  |